# Ce vieux rêve qui bouge
Pour plus de détails, voir Fiche technique et Distribution.
Ce vieux rêve qui bouge est un moyen métrage français réalisé par Alain Guiraudie, sorti en 2001. Il est présenté à la Quinzaine des réalisateurs au Festival de Cannes 2001. Jean-Luc Godard parle à cette occasion du « meilleur film du Festival de Cannes ».

## Synopsis
Dans une usine sur le point de fermer où il ne reste plus que quelques personnes, Jacques, un jeune technicien vient démonter la dernière machine. Tandis qu'il travaille, il fait la connaissance des ouvriers qui attendent la fin de la semaine en bavardant et en se promenant. 
Malgré une faible densité narrative, le film se concentre sur l'attirance de Jacques pour Donand, le patron de l'usine. Lors d'une conversation, Jacques évoque son homosexualité à Donand, mais ce dernier ne réagit pas. En parallèle, Jacques discute avec le plus vieil ouvrier de l'usine, Louis, qui lui suggère de ne pas attacher trop d'importance à Donand. Jacques lui explique alors qu'il sait bien que cela ne mène à rien, mais qu'il n'est pas maître de ses sentiments.  
Lors de la scène finale, dans les vestiaires de l'usine, Jacques propose à Donand d'avoir une relation avec lui. Donand refuse, insistant sur le fait qu'il n'est pas homosexuel, puis laisse Jacques seul. Arrive alors Louis, qui propose à Jacques de se consoler en couchant avec lui. Jacques refuse, en insistant sur le fait que ce n'est dû ni à son âge, ni à son poids, mais simplement à un manque d'envie. 

## Fiche technique
- Titre : Ce vieux rêve qui bouge
- Réalisation : Alain Guiraudie
- Scénario : Alain Guiraudie
- Pays de production :  France
- Format : couleurs - 35 mm
- Genre : comédie dramatique
- Durée : 50 minutes
- Date de sortie :  France : 28 novembre 2001
- Production : Paulo Films, K Productions Jean-Philippe Labadie, Nathalie Eybrard, Lili Le Lieu
- Distribution : Magouric Distribution
- Directeur de la photographie : Emmanuel Soyer
- Décors : Morgan Nicolas
- Costumes : Karine Vintache
- Montage : Golonda Ramos, Carol Ici-Bas

## Distribution
- Pierre Louis-Calixte : Jacques, un technicien spécialisé chargé de démonter la dernière machine d'une usine qui ferme
- Jean-Marie Combelles : Donand
- Jean Ségani : Louis
- Yves Dinse : Marc
- Serge Ribes : Hubert
- Jean-Claude Montheil : José
- Rui Fernandes : Pierre
- Jérôme Mancet : Robert
- Laurent Lunetta : Laurent

## Production

### Tournage
Le film a été tourné à l'ancienne entreprise sidérurgique de Saut du Tarn.

## Distinctions
- 2001 : Prix Jean-Vigo
- Grand Prix, Prix du Public, Prix d’interprétation du Festival de Pantin
- Prix d’interprétation du festival d’Albi
- Prix Gérard Frot-Coutaz à Belfort
- Lutin du meilleur film, meilleur scénario, meilleure photo, meilleure production, Lutin de la presse,  Prix UIP Vila do Conde